# Zollner von Halberg

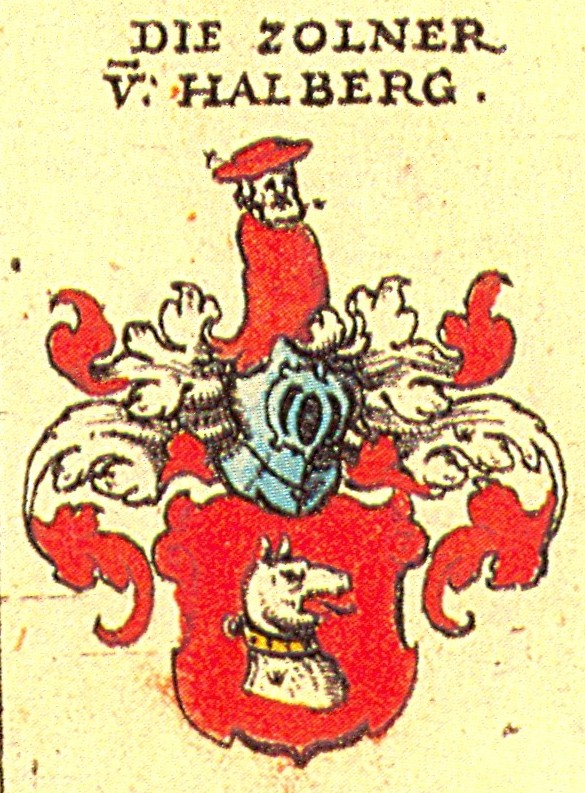
Das Wappen der Zollner

Die Zollner von Halberg (auch: Zollner von der Hallburg, Zollner auf der Hallburg, Zöllner) waren ein fränkisches Adelsgeschlecht. Ihre Familie existierte von 1235 bis ins Jahr 1640.

## Geschichte
Die Verwandtschaftsbeziehungen der frühen Zollner von der Hallburg sind weitgehend unbekannt. 1241 wurde ein Berthold von Halleberg erwähnt, der wohl gemeinsam mit seinem Bruder Friedrich und Albertus de Halleberg Stammvater der Hallburger Linie war. Im Jahr 1298 nahmen ihre Nachfolger den Namen Zollner an, um das Zollrecht ihrer Burg Hallburg zu unterstreichen. Sie wurden 1356 Amtmänner auf der Burg und behielten diese Stellung, mit Unterbrechungen, bis 1640 bei.
Die Brüder Erkinger und Endres taten Kriegsdienste für den Burggrafen von Nürnberg, während ihr Bruder 1376/77 als Friedensvermittler des Burggrafen auftrat. 1349 und 1355 kauften die Zollner Eichfeld und Rimbach vom ausgestorbenen Geschlecht der Rimbacher. Erkinger und Endres wechselten daraufhin ihren Namen in „zu Rimbach“ und stifteten so die Rimbacher Linie, die in der Burg des Ortes saß.
Ihre Söhne, Conrad, Wilhelm und Stephan vermehrten den Besitz ihrer Väter. Sie erhielten Zinsen aus Lülsfeld, Geiselwind, Siegmannsdorf, Gerolzhofen, Zeilitzheim und Schalckfeld. Sie hatten die Vogteiämter in Gaibach, Obervolkach und Volkach inne und waren die Herren von Burg Stollberg. Ihre Religiosität schlug sich in mehreren Stiftungen nieder. Conrad stiftete das Benefizium Mariae Virginis extra muros für die Michaelskapelle in Volkach. Ein weiterer Bruder, Friedrich Czolner von Hallburg, war Domherr in Bamberg.
Ihre Söhne, Stephan und Peter, starben früh und hinterließen nur den Sohn Stephan, der mit seinen Vettern Peter, Endres, Fritz und Wilhelm die Hallburg bewohnte. Im Jahr 1433 wurde mit Fürstbischof Johann II. von Brunn ein neuer Pfandvertrag über die Hallburg ausgehandelt. Die Verwandten begannen einen Erbstreit, der durch den Umzug von Endres und Peter nach Rimbach beigelegt wurde.
Nach ihrem Tod bauten ihre Söhne und Neffen die Gaibacher Burg weiter aus; der alte Erbstreit entflammte erneut und 1490 musste das Würzburger Hofgericht darüber befinden. Andere Amtmänner bewohnten eine Zeitlang die Hallburg, als Hans nach Gaibach gezogen war und damit die Gaibacher Linie gründete. Unter den Amtmännern waren von Butthartt, von Bierstadt und Prichsenstadt. Hans zu Rimbach war Parteigänger Ruprechts von Bayern. In den Reihen der Zollner erschienen auch mutmaßliche Straßenräuber.
Die Söhne Caspar, Fritz und Erhard führten die Dynastie weiter. Erhard war Amtmann zu Volkach und stiftete die Kleinlangheimer Linie der Zollner, Caspar bekleidete das Amt des Domkapitulars und Kantors in Würzburg. Fritz erhielt Krautheim als Lehen und gehörte zur Besatzung der Festung Marienberg im Deutschen Bauernkrieg. Neuerwerbungen waren der Buttlarsche Hof in Krautheim und der Kauf des Schlosses Hallburg.
Die nachfolgende Generation verschuldete sich hoch, sodass Georg Sigismund Gaibach 1579 an den Amtmann Valentin Echter von Mespelbrunn verkaufen musste. Er ließ sich auf einem Bauerngut in Neuses nieder und nannte sich fortan „Zöllner von der Hallburg zu Neuses a. d. Berg“. Gleichzeitig erlosch die Rimbacher Linie 1591 mit dem letzten Agnaten Michel.
Unter den Söhnen und Enkeln des Georg Sigismund verkam das Erbe weiter. Die Truppen des Fürstbischofs von Würzburg überfielen mehrmals die Hallburg und die Zollner mussten sich weiter verschulden. 1624 wurde ein Christoph Zollner wegen „Plackerei“ in Würzburg enthauptet. 1625 musste die Hallburg den Kreditgebern überlassen werden. Hans Friedrich konnte sie jedoch ein Jahr später zurückkaufen. Nach seinem Tod 1630 lebte nur noch Georg Michel von der Hallburg zu Kleinlangheim. Dieser versuchte in den Wirren des Dreißigjährigen Krieges die Lehen der Zollner wieder zu vereinen. Er wechselte sogar zur evangelischen Konfession und verkaufte den Strehlhof. Die letzte Zöllnerin von und auf der Hallburg war Maria Magdalena von Jaxheim, die 1681 starb.

## Linien

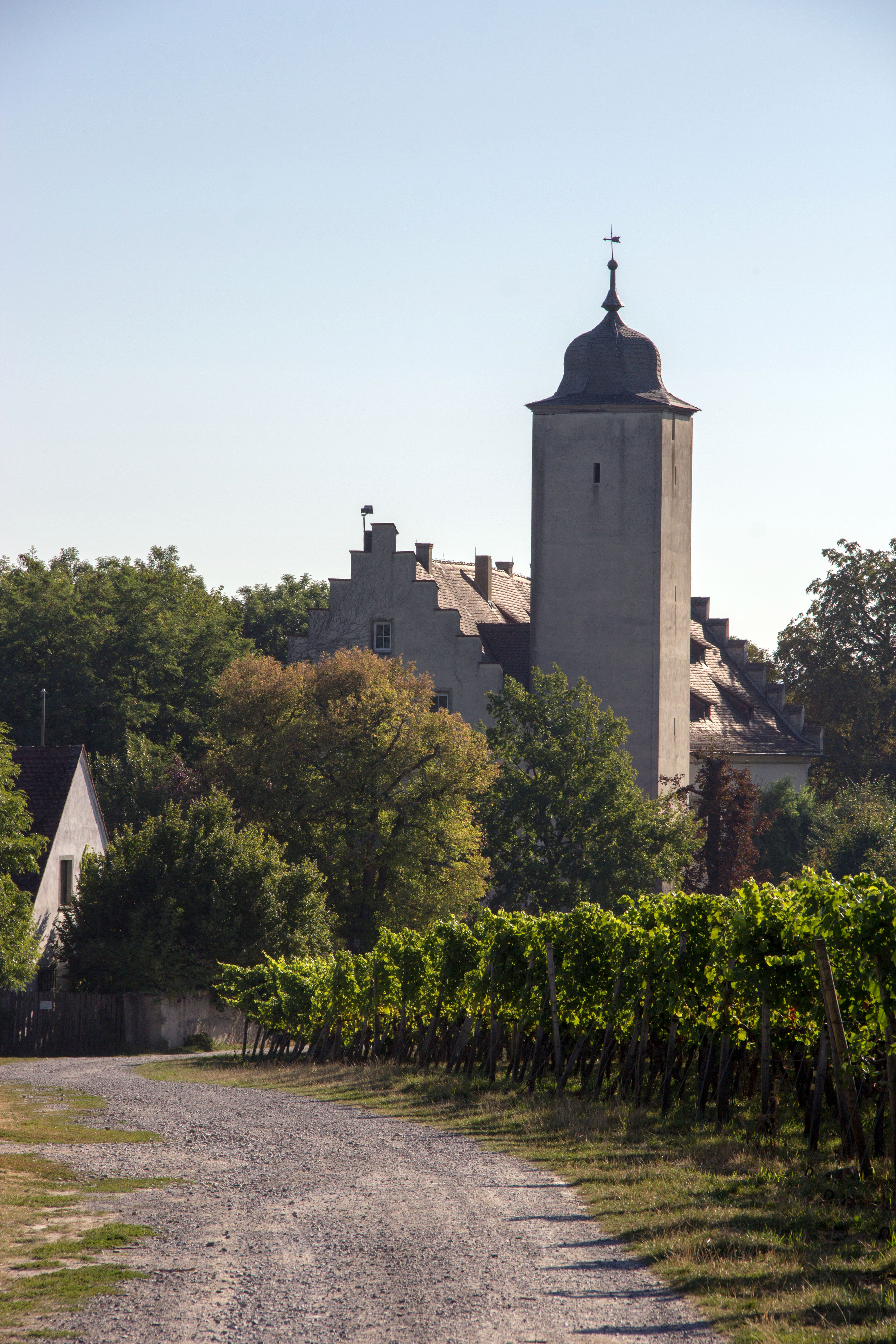
Die Hallburg bei Volkach – Stammsitz der Zollner

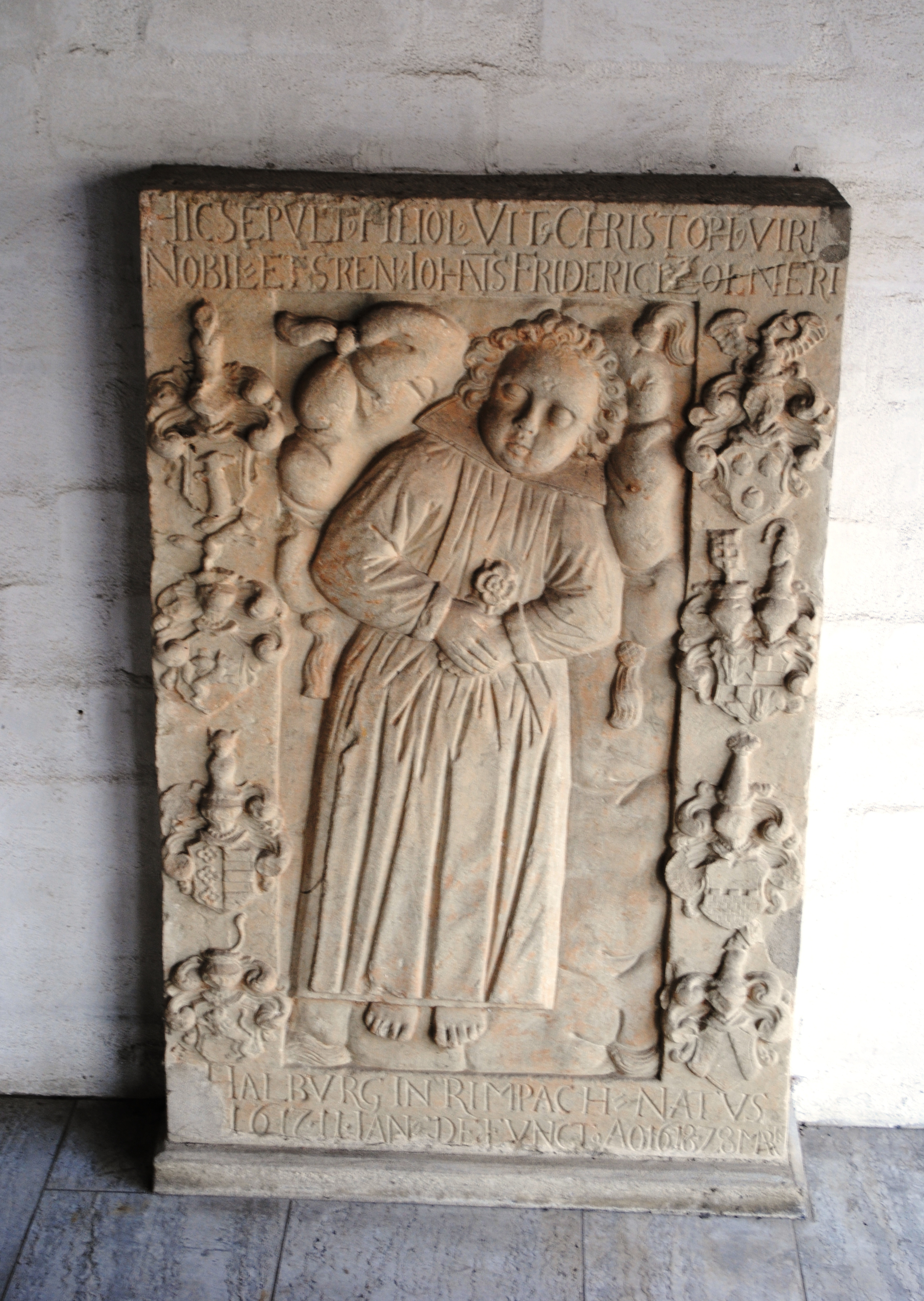
Epitaph des Veit Christoph Zollner (gest. 1618) aus der Kirche in Krautheim

Für die Frühzeit der Zollner sind sehr viele Linien, Zweige und Äste belegt. Sie können jedoch nicht verwandtschaftlich zugeordnet werden. Es existierten neben der Stammlinie Bertholds von Halleberg:
- Michelfelder Linie
  - Conrad Zollner (v. Michelfeld) (1332[6])
- Prosselsheimer Linie
  - Hans Zollner zu Prosselsheim (1366)
- Dyepacher Linie
  - Apel Zollner zu Dyepach (1371)
- Sugenheimer Linie
  - Hans Zollner von Bibert zu Sugenheim (1377–1403)
- Gerlachshäuser Linie
  - Cunz Zollner zu Gerlachshausen (1379–1385)
- Butbacher Linie
  - Erkinger Zollner zu Butbach (1385)
- Wilentzheimer Linie
  - Conrad Zollner zu Wielentzheim (1385)
- Ochsenfurter Linie
  - Heinrich Zollner zu Ochsenfurt (1390)
- Friesenhäuser Linie
  - Caspar Zollner zu Friesenhausen (1409)
- Windsheimer Linie
  - Peter Zollner von Windsheim (1415)
- Helmitzheimer Linie
  - Hans Zollner zu Helmitzheim (1423)
- Rissenhäuser Linie
  - Conz Zollner von Rissenhausen (1436)
  - Peter Zollner von Rissenhausen (1436)

Ab den Brüdern Conrad, Erkinger, Stephan und Endres sind die Linien lückenlos belegt.
- Rimbacher Linie
  - Erkinger zu Rimbach (1356– † 1391)
  - Endres zu Rimbach (1374–1405)
- Kleinlangheimer Linie
  - Erhard zu Kleinlangheim (1521–1547)[7]

## Personen
- Konrad III. Zollner von Hallburg († 1342), Abt von Münsterschwarzach